# Karpasia
Karpasia (gr. Kαρπάσια, tur. Karpaşa) − wieś na Cyprze, w dystrykcie Kirenia. Obecnie znajduje się w granicach Cypru Północnego. Karpasia jest jedną z czterech cypryjskich miejscowości, zamieszkiwanych tradycyjnie przez arabskojęzycznych katolików, Maronitów.